# وادي قلات
وادي قلات، وتكتب أحيانا جيلات وجلات (جيم مصرية)، هو موقع أثري ووادي صحراوي في الأردن، يعتبر أول موقع تم فيه استئناس بذور القمح وحيد الحبة في العالم وترجع زراعة البذور المكتشفة إلى 9500 - 9200 سنة بعد تأريخها بالكربون المشع. أما الموقع ككل، ففيه آثار يصل عمرها إلى 17000 سنة، أي إلى العص€5 كيلومتر جنوب-غرب الأزرق و40 كيلومتر عن الطريق 15 (الطريق الصحراوي) إلى الشرق من قرية الزميلة. ويحتوي الوادي على عددِ من المواقع الأثرية التي إمتد استيطانها آلاف السنين بشكل غير متصل بدءاً بالعصر الحجري القديم العلوي ومروراً بكل أجزاء العصر الحجري الحديث في بلاد الشام.